# Софія-Варвара Загоровська
Софія-Варвара Загоровська (*д/н — після 1577) — українська аристократка часів Великого князівства Литовського. Не слід плутати з іншою представницею роду Заславських — Софією, що жила пізніше й доводилася внучатою небогою Софії-Варварі Загоровській (Заславській).

## Життєпис
Походила зі впливового князівського роду Заславських гербу Баклай. Донька князя Івана Заславського та Олени Четвертинської. Народилася приблизно в середині 1515 або 1516 році. У 1536 році вийшла заміж за Олехну (Олександра), молодшого сина Богдана Михайловича загоровська. По матері взяв додаткове прізвище Бранській. У шлюбі дітей не було.
У 1560 році помирає чоловік Софії-Варвари, залишивши у спадок село Переволки. Після цього вона керувала цим та землями посагу, наданими її чоловікові. Вона стала хрещеною матір'ю синів Василя Загоровського, небожа Олехни.
У 1566 році Софія записала Василю, небожу покійного чоловіка, «даровизну» на ряд маєтків. У її дарчому листі зазначено: «дознавши ку собе немало доброго почтивого захованья и великую склонност братанича небожчика пана малжонка моего пана Александра Загоровского его млсти пана Василя Петровича Загоровского, маршалка его кр. мл. городничого володимерского, дала, даровала и записала именя, мне от небожчика пна малжонка моего помененого въ вене осмисот копах грошей личбы и монеты литовское записаные, то ест третюю част в Суходолех, в Дегтеве и в Перевалках», у володіння якими він мав вступити після її смерті. На додаток 15 січня 1571 року Загоровська записала йому ще й третю частину с. Острова. Ще дві частини цього маєтку в сумі 200 кіп грошів вона записала брату Василя — Федору Загоровському.
1575 року записала історію свого роду, що стала важливим джерелом з історії волинської магнатерії. 1577 році після татарського полону Василь Загоровський призначив Софію-Варвару одним з опікунів своїх дітей. Ймовірно померла десь в цей час.